# نية الإبادة الجماعية
نية الإبادة الجماعية هي العنصر العقلي المحدد، أو النية الإجرامية، المطلوبة لتصنيف الفعل باعتباره إبادة جماعية بموجب القانون الدولي، وخاصة اتفاقية الإبادة الجماعية لعام 1948. لإثبات الإبادة الجماعية، يجب إثبات أن مرتكبي الجريمة لديهم قصد خاص، أو نية محددة، لتدمير مجموعة وطنية أو عرقية أو عنصرية أو دينية معينة، كليًا أو جزئيًا. على عكس جرائم الحرب الأوسع أو الجرائم ضد الإنسانية، فإن القصد الإبادة الجماعية يتطلب وجود هدف متعمد للقضاء على المجموعة المستهدفة بدلاً من مجرد تهجير أو إيذاء أعضائها.
يُعد مفهوم نية الإبادة الجماعية معقدًا وقد أثار نقاشًا قانونيًا كبيرًا، ويرجع ذلك في المقام الأول إلى التحدي المتمثل في إثبات نية الفرد في تدمير مجموعة دون دليل مباشر. وقد اعتمدت المحاكم الجنائية الدولية، مثل تلك الخاصة برواندا ويوغوسلافيا السابقة، على الأدلة الظرفية لاستنتاج النية، مع الأخذ في الاعتبار نطاق الفظائع وطبيعتها المنهجية وأنماط استهدافها. وقد تباينت المعايير القانونية للقصد الإبادة الجماعية، حيث طالبت بعض الأحكام بالقصد المباشر (القصد المباشر لإحداث الضرر)، بينما سمحت أحكام أخرى بالقصد غير المباشر (العواقب المتوقعة التي يقبلها الجاني). وقد أثر هذا التناقض على النتائج القضائية، كما رأينا في تبرئة بعض المتهمين في ظل متطلبات القصد الصارمة، مما دفع بعض العلماء إلى الدعوة إلى معيار قائم على المعرفة لتسهيل إدانات الإبادة الجماعية بشكل أفضل.
يتقاطع النقاش الدائر حول نية الإبادة الجماعية أيضًا مع مساءلة الدولة. على سبيل المثال، زعم التحقيق الوطني الكندي في حالات اختفاء وقتل النساء والفتيات الأصليات أن نية الدولة الإبادة الجماعية يمكن استنتاجها من خلال نمط من السلوك والسياسات التي تستهدف مجموعة محددة. ومع ذلك، تظل المعايير الصارمة للأدلة الخاصة بالنية الإبادة الجماعية موضع خلاف، حيث يزعم المنتقدون أنها تعيق منع الإبادة الجماعية من خلال وضع عتبة عالية للتدخل والملاحقة القضائية.

## التعريف والمعايير القانونية
لكي يتم تصنيف الفعل على أنه إبادة جماعية (بموجب اتفاقية الإبادة الجماعية )، فمن الضروري إثبات أن مرتكبي الفعل كان لديهم هدف متعمد ومحدد لتدمير المجموعة جسديًا على أساس جنسيتها أو عرقها أو دينها الحقيقي أو المتصور. إن نية تدمير ثقافة المجموعة أو نية تشتيت المجموعة لا تكفي.
في عام 2019، زعم التحقيق الوطني الكندي في النساء الأصليات المفقودات والمقتولات أنه عندما يتعلق الأمر بمسؤولية الدولة عن الإبادة الجماعية، "لا يمكن إثبات نية الدولة المحددة لتدمير مجموعة محمية إلا من خلال وجود سياسة إبادة جماعية أو نمط سلوك واضح". استخدم تحقيق MMIWG تعريفًا أوسع للإبادة الجماعية من قانون الجرائم ضد الإنسانية وجرائم الحرب والذي يشمل "ليس فقط أفعال ارتكاب الجريمة، بل وأيضًا" التقاعس . ووصف التحقيق التعريف القانوني التقليدي للإبادة الجماعية بأنه "ضيق" ويستند إلى الهولوكوست.

## التفسيرات القضائية

#### المحاكم الجنائية الدولية
وقد قضت المحكمة الجنائية الدولية ليوغوسلافيا، والمحكمة الجنائية الدولية لرواندا، ومحكمة العدل الدولية بأنه في غياب الاعتراف، يمكن إثبات نية الإبادة الجماعية بأدلة ظرفية، وخاصة "حجم الفظائع المرتكبة، وطبيعتها العامة، في منطقة أو بلد، أو علاوة على ذلك، حقيقة استهداف الضحايا عمداً وبشكل منهجي بسبب انتمائهم إلى مجموعة معينة، مع استبعاد أعضاء المجموعات الأخرى".

#### معايير النية
ليس من المثير للجدل أن إثبات القصد المباشر من شأنه أن يفي بمتطلبات القصد المنصوص عليها في اتفاقية الإبادة الجماعية؛ والمعيار الأضعف القصد غير المباشر (القصد غير المباشر، بمعنى أن الجاني لم يرغب في الأذى ولكنه توقع ذلك كنتيجة مؤكدة لأفعاله وارتكب الفعل مع هذه المعرفة) أقل وضوحًا. يرى بعض العلماء أن معيار المعرفة من شأنه أن يسهل الحصول على الإدانات. وقد رفضت بعض القضايا المعروضة على المحاكم الدولية مثل أكايسو وويليسيتش معيار المعرفة.
كانت تبرئة ييليسيتش بموجب المعيار الأكثر صرامة مثيرة للجدل، ورأى أحد العلماء أن النازيين كان من الممكن السماح لهم بالخروج أحرارًا بموجب حكم المحكمة الجنائية الدولية ليوغوسلافيا السابقة. وعندما أصبح راديسلاف كرستيتش أول صربي يُدان من قبل المحكمة الجنائية الدولية ليوغوسلافيا السابقة بموجب معيار الغرض، أوضحت محكمة كرستيتش أن قرارها لم يستبعد معيار المعرفة بموجب القانون الدولي العرفي.

#### التطورات الأخيرة
في عام 2010، أشارت محكمة الخمير الحمر إلى سابقة المحكمة الجنائية الدولية لرواندا في مناقشة دور نية الإبادة الجماعية.

## مناظرة
في لجنة الأمم المتحدة للتحقيق في الحرب في دارفور عام 2004، زعم كلاوس كريس أن المحكمة الجنائية الدولية ليوغوسلافيا السابقة والمحكمة الجنائية الدولية لرواندا كانتا مخطئتين في وجهة نظرهما بشأن نية الإبادة الجماعية للأفراد. زعم هانز فيست أن هناك أدوارًا مترابطة بين نية الفرد وتوقعاته بالمساهمة في عمل جماعي. ناقش كجيل أندرسون طرق فصل أدوار السياسات الجماعية وتفاعلها مع النية الفردية. أبدى أولاف جينسن عدم موافقته على عدم صدور حكم على جوران جيليسيتش بتهمة القصد الإبادة الجماعية، معتبراً أن الاتساق القانوني يعني ضمناً أن بعض مرتكبي الهولوكوست لم يكونوا ليُدانوا بتهمة الإبادة الجماعية.

## الحالات
- أكايسو: رفضت المحكمة معيار المعرفة.
- ييليسيتش: البراءة بموجب المعيار الأكثر صرامة، وهو أمر مثير للجدل بسبب تداعياته.
- كرستيتش: أول صربي تدينه المحكمة الجنائية الدولية ليوغوسلافيا السابقة بموجب معيار الغرض؛ ولم تستبعد معيار المعرفة بموجب القانون الدولي العرفي.